# 34406 Kristenconn
34406 Kristenconn è un asteroide della fascia principale. Scoperto nel 2000, presenta un'orbita caratterizzata da un semiasse maggiore pari a 2,2741538 au e da un'eccentricità di 0,1569616, inclinata di 2,61856° rispetto all'eclittica.